# Hôpital d'instruction des armées Laveran
Pour les articles homonymes, voir Laveran.
 (juin 2023).
Si vous disposez d'ouvrages ou d'articles de référence ou si vous connaissez des sites web de qualité traitant du thème abordé ici, merci de compléter l'article en donnant les références utiles à sa vérifiabilité et en les liant à la section « Notes et références ».
L’Hôpital National d’Instruction des Armées Laveran est implanté depuis novembre 1963 dans le 13e arrondissement de Marseille, sur le boulevard Laveran.

## Historique
L’hôpital Laveran a été inauguré le 7 novembre 1963 par le médecin général inspecteur Paraire, directeur du service de santé des armées.
Il porte le nom d’Alphonse Laveran, illustre médecin militaire qui, en 1880, a découvert le parasite responsable du paludisme. Il a été récompensé en 1907 par le prix Nobel de Médecine. Construit sur le Domaine de la Rose, acquis par l’administration des hospices de la ville de Marseille en 1896 et mis à disposition de l’autorité militaire pendant la guerre de 1914-1918 par convention renouvelée, il a remplacé l’hôpital militaire Labadie, hôpital dont les baraquements logeaient les militaires atteints de maladies contagieuses.
Construit au départ pour compléter l’équipement hospitalier militaire de la région et comme hôpital de convalescence pour les malades évacués des théâtres d’opérations extérieures, il deviendra très rapidement en septembre 1966, Hôpital d’Instruction des Armées (HIA).
Dans le nouveau projet de service du SSA (modèle SSA 2020), il fait partie de la plateforme sud des hôpitaux d'instruction des Armées .

## Activités de soins
Comme les sept autres hôpitaux d’instruction des armées, l’hôpital Laveran est un hôpital public du Ministère des Armées, qui assure des fonctions hospitalo-universitaires. 
Il est ouvert à l’ensemble des assurés sociaux, même sans lien avec le ministère des armées. 
Sa mission première est représentée par le soutien des forces militaires, notamment celles participant aux missions extérieures. À côté de cette mission, il assure son rôle d’hôpital de proximité au profit des civils puisqu’il concourt au service public hospitalier et aux plans gouvernementaux de santé. Il s’agit du seul établissement public du 13e et 14e arrondissements de Marseille drainant une population de 160 000 habitants.
Les principales disciplines médicales et chirurgicales sont représentées dans cet hôpital doté d’un plateau technique moderne (scanner, IRM, endoscopies digestives et pneumologiques, explorations fonctionnelles cardiologiques et respiratoires…)[réf. souhaitée] :
Plusieurs compétences sont particulièrement développées dans cet établissement, notamment en rapport avec l’expérience issue du soutien des militaires en outremer ou en opérations extérieures : maladies infectieuses et tropicales, traumatologie, réanimation,  dermatologie, chirurgie maxillo-faciale…
Le service de pathologie infectieuse et tropicale assure une activité d’hospitalisation et de consultation d’infectiologie clinique : toutes infections de ville, VIH, tuberculose, fièvres d’origine indéterminée…  Héritier de la longue lignée des médecins militaires ayant acquis une expérience de terrain en médecine tropicale, ce service a développé une expertise dans la médecine tropicale et les maladies du voyageur avec le soutien du laboratoire de biologie médicale. Chaque année, 80-100 cas de paludisme y sont traités. De nombreuses autres maladies du voyageur sont également prises en charge : dengue, chikungunya, parasitoses diverses... Un centre de vaccinations internationales complète ce pôle de compétence en assurant des conseils aux voyageurs avant le départ et la mise à jour de leurs vaccinations, dont ceux contre la fièvre jaune, la méningite cérébrospinale (Afrique, pèlerinage de la Mecque)…
Le service de dermatologie a également une expérience riche en dermatologie tropicale (leishmaniose cutanée, lèpre,  parasitoses de la peau) et de la peau noire[réf. souhaitée].
Nourrie des expériences de la chirurgie de guerre, et à la pointe des technologies, l’expertise des urgentistes, chirurgiens et réanimateurs militaires est reconnue. Leurs compétences sont sans cesse entretenues par la prise en charge quotidienne des urgences de la ville de Marseille, par l’intermédiaire notamment d’une antenne du SAMU 13 et d’un service d’accueil des urgences ouvert 24h /24 qui a accueilli 24 000 patients en 2010. De même, les chirurgiens militaires ont une compétence reconnue dans la prise en charge des plaies par balle et explosifs vulnérants[réf. souhaitée].
Dans une démarche d'ouverture l'HNIA Laveran intègre le groupement hospitalier de territoire (GHT) des Bouches du Rhône, en tant qu'établissement associé, comme le prévoit la loi de santé publique. Il pourra ainsi participer au projet médical partagé. L'hôpital Laveran est déjà partenaire de l'assistance publique hôpitaux de Marseille depuis de nombreuses années, ce partenariat s'est concrétisé par la signature d'un accord cadre le 20 juin 2016[réf. souhaitée].

## Activités d’enseignement
Assimilés à un CHU, les hôpitaux d’instruction des armées assurent également diverses activités d’enseignement médical et de recherche. 
L’hôpital Laveran forme tout au long de l’année des étudiants en médecine civils et militaires. Associé historiquement à l’Institut de médecine tropicale du service de santé des armées, autrement appelée École du Pharo, l’hôpital Laveran participe très activement à la formation en médecine tropicale, il est un partenaire privilégié du Centre d'épidémiologie et de santé publique des armées qui est implanté très près de lui au Camp de Sainte Marthe (Marseille). Ses spécialistes et professeurs agrégés sont très impliqués dans l’enseignement au profit des militaires sous l’égide de l’École du Val-de-Grâce et des civils sous l’égide de différentes facultés de médecine. La revue internationale francophone Médecine et santé tropicales, indexée dans Medline, est animée de façon majoritaire par des médecins issus de l'HNIA Laveran. Elle diffuse des articles scientifiques ou pédagogiques, cliniques, biologiques, épidémiologiques ou historiques de médecine tropicale[réf. souhaitée].

## Activités de recherche
Parallèlement aux activités de soins et d’enseignement, les praticiens de l’hôpital Laveran ont également une activité de recherche clinique ou fondamentale. Leurs travaux portent notamment sur les maladies du voyageur (paludisme, chikungunya, leishmaniose...), sur la réanimation des blessés de guerre…[réf. souhaitée]

## Démarche qualité et modernisation permanentes
Comme tous les établissements de santé, l’hôpital Laveran s’est engagé dans la démarche d’amélioration des soins. L’établissement, vient de passer avec succès et sans recommandation la certification V2014 de la Haute Autorité de Santé (HAS). Il poursuit au profit du patient, sa démarche d’amélioration continue de la qualité et d'évaluation des pratiques professionnelles, notamment dans les domaines de l’accueil, de la sécurité et de la prise en charge des situations handicapantes. Une opération de rénovation destinée à terminer la mise aux normes de toutes les installations est programmée entre 2017 et 2020. L’hôpital va faire l'objet d'importants travaux de modernisation, tout en conservant l'activité clinique de l'HNIA, et sera le point de départ d'améliorations fonctionnelles nécessaires à l'adaptation de l'offre de soins de l'HIA LAVERAN[réf. souhaitée].
Un nouveau service d'urgences de 2000 m2, doté d'un scanner dédié, a été inauguré en 2018. Il permet de mieux contribuer à l'ouverture de l'HNIA sur son territoire de santé en accueillant les urgences du secteur dans des conditions optimales. Un service nouveau service d'hospitalisation de jour et une salle de radiographie interventionnelle seront en service avant la fin de l'année 2019[réf. souhaitée].